# Margaritifera
Genre
Margaritifera est un genre de mollusques bivalves d'eau douce de la famille des Margaritiferidae. Ce sont des moules perlières d'eau douce.

## Liste d'espèces
Selon ITIS (7 février 2016) :
- Margaritifera auricularia (Spengler, 1793) - La grande mulette
- Margaritifera dahurica (Middendorff, 1850)
- Margaritifera falcata (Gould, 1850)
- Margaritifera hembeli (Conrad, 1838)
- Margaritifera homsensis (Lea, 1865)
- Margaritifera laevis (Haas, 1910)
- Margaritifera laosensis (Lea, 1863)
- Margaritifera margaritifera (Linnaeus, 1758) — La moule perlière d'eau douce ou mulette perlière
- Margaritifera marocana (Pallary, 1918)
- Margaritifera marrianae R.I. Johnson, 1983
- Margaritifera middendorffi (Rosén, 1926)
- Margaritifera monodonta (Say, 1829)
- Margaritifera togakushiensis Kondo & Kobayashi, 2005

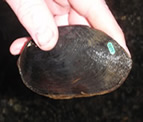
Margaritifera hembeli
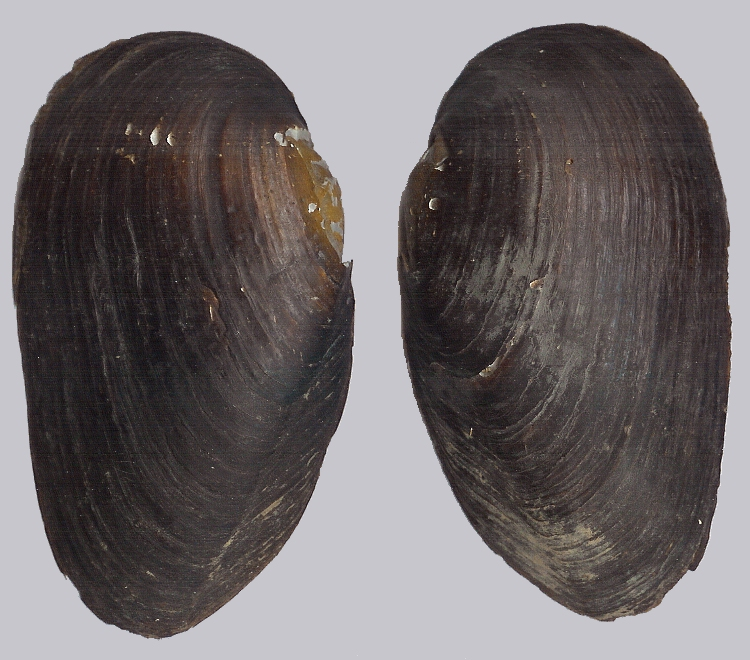
Margaritifera margaritifera
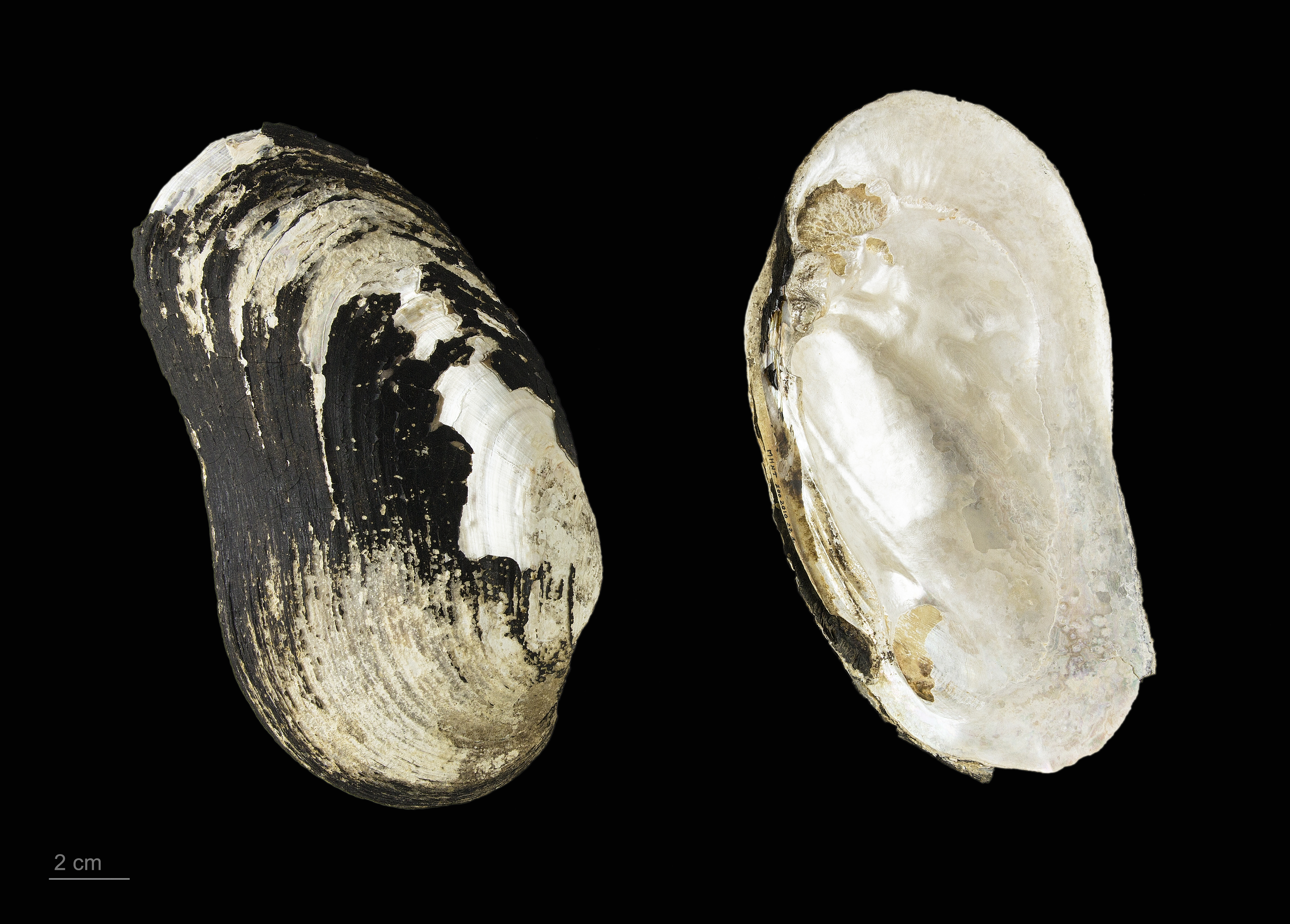
Margaritifera auricularia (coll.MHNT)